# Terpsichore atroviridis
Terpsichore atroviridis är en stensöteväxtart som först beskrevs av Edwin Bingham Copeland, och fick sitt nu gällande namn av Alan Reid Smith. Terpsichore atroviridis ingår i släktet Terpsichore och familjen Polypodiaceae. Inga underarter finns listade.